# Gordon Dukes

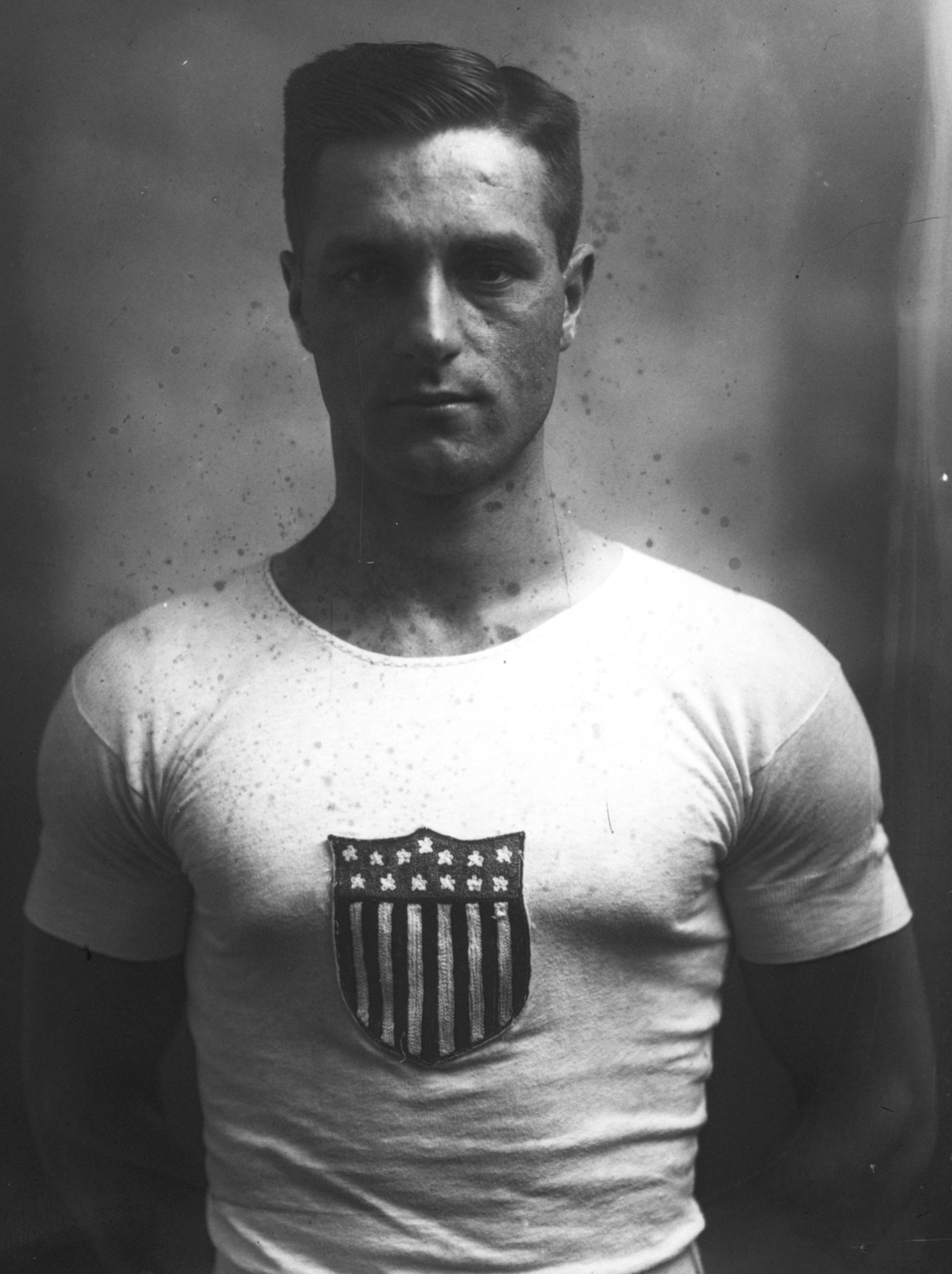
Gordon Dukes im Jahre 1912

Gordon Dukes (Gordon Bennett Dukes; * 23. Dezember 1888 in Kōbe, Japan; † August 1966 in Barcelona, Spanien) war ein US-amerikanischer Stabhochspringer.
1911 wurde er US-Hallenmeister und stellte mit 3,835 m seine persönliche Bestleistung auf.
Bei den Olympischen Spielen 1912 in Stockholm wurde er mit 3,65 m Achter.
Gordon Dukes war Absolvent der Cornell University.